# Jonny Buchardt
Jonny Buchardt, né Herbert Günther Schlichting, (né le 16 septembre 1925 dans la région actuelle de Wuppertal et mort le 8 octobre 2001 à Bergisch Gladbachest un acteur et humoriste allemand.

## Biographie
Buchardt est le fils de Claire Schlichting, une comédienne allemande, et d'Herbert Schlichting. Sa demi-sœur est l'actrice Monika Hansen. Il est l'oncle des acteurs Ben Becker et Meret Becker. Appelé Jonny par ses parents, il adopte le nom de Buchardt comme nom de scène. C'était le nom de famille du compagnon du deuxième mari de la mère de Claire Schlichting.
Lors du Carnaval de Cologne en 1973, Jonny Buchardt cherche à instaurer une atmosphère festive en lançant au public des encouragements caractéristiques du carnaval comme "Zicke zacke, zicke zacke" auquel le public doit répondre : "hoi hoi hoi." Ou encore "Hip Hip, avec comme réponse "Hurra".
Après plusieurs appels réussis, et de façon ironique, il suscite la participation de la foule en lançant un "Sieg" auquel l'assemblée répond "Heil", presque unanimement, utilisant le salut nazi bien connu. Ce geste controversé crée une atmosphère ambiguë dans le contexte de la célébration du carnaval, souvent perçue comme anti-autoritaire. Il constate par ailleurs, et toujours ironiquement, que : "Il y a plein de vieux camarades, ici". 